# 폐포 (수학)
수학에서, 어떤 집합의 그 위의 관계에 대한 닫힘(영어: closure)은 그 집합의 원소와 관계가 있는 원소가 항상 그 집합에 속한다는 성질이다. 어떤 집합의 어떤 성질에 대한 폐포(閉包, 영어: closure)는 그 집합을 포함하면서 그 성질을 만족시키는 가장 작은 대상이다. 여기서 다루는 성질은 보통 닫힘 성질이다. 폐포의 기호는 {\displaystyle \operatorname {cl} X} 또는 {\displaystyle {\bar {X}}}.

## 정의

### 닫힘
다음이 주어졌다고 하자.
- 집합 {\displaystyle S}
- {\displaystyle S\cup \{\bullet \}} 위의 '{\displaystyle {\operatorname {Ord} }+1}항 관계' {\displaystyle R\subset (S\cup \{\bullet \})^{\times ({\operatorname {Ord} }+1)}}. 단, 임의의 {\displaystyle r\in R}에 대하여, {\displaystyle r_{\operatorname {Ord} }\in S}이며, {\displaystyle r_{\alpha }\not \in S\implies r_{\beta }\not \in S\forall \alpha <\beta <\operatorname {Ord} }
  - 특히, {\displaystyle \alpha <\operatorname {Ord} }에 대하여, {\displaystyle S} 위의 {\displaystyle \alpha +1}항 관계를 위 조건 및 {\displaystyle \min\{\beta \colon r_{\beta }\not \in S\}=\alpha }를 만족시키는 '{\displaystyle {\operatorname {Ord} }+1}항 관계'로 여길 수 있다. 또한, {\displaystyle \alpha }항 연산은 자연스럽게 {\displaystyle \alpha +1}항 관계로 여길 수 있다.

만약 {\displaystyle S}의 부분 집합 {\displaystyle T\subset S}가 다음 조건을 만족시키면, {\displaystyle T}가 {\displaystyle R}에 대하여 닫혀있다(영어: closed under {\displaystyle R})고 한다.
- 임의의 {\displaystyle (t_{\alpha })_{\alpha <\operatorname {Ord} }\subset T\cup \{\bullet \}} 및 {\displaystyle t_{\operatorname {Ord} }\in S}에 대하여, {\displaystyle (t_{\alpha })_{\alpha \leq \operatorname {Ord} }\in R}이면 {\displaystyle t_{\operatorname {Ord} }\in T}

보다 일반적으로, 위 조건을 만족시키는, {\displaystyle S\cup \{\bullet \}} 위의 '{\displaystyle {\operatorname {Ord} }+1}항 관계'의 집합 {\displaystyle {\mathcal {R}}}가 주어졌을 때, {\displaystyle T\subset S}가 다음 조건을 만족시키면, {\displaystyle {\mathcal {R}}}에 대하여 닫혀있다(영어: closed under {\displaystyle {\mathcal {R}}})고 한다.
- {\displaystyle T}는 {\displaystyle \bigcup {\mathcal {R}}}에 대하여 닫혀있다.
  - 즉, 임의의 {\displaystyle R\in {\mathcal {R}}}에 대하여, {\displaystyle T}는 {\displaystyle R}에 대하여 닫혀있다.

### 폐포
다음이 주어졌다고 하자.
- 집합 {\displaystyle S}
- {\displaystyle S}의 부분 집합들에 대한 성질 {\displaystyle P\subset {\mathcal {P}}(S)}

{\displaystyle S}의 부분 집합 {\displaystyle T\subset S}의 {\displaystyle P}에 대한 폐포 {\displaystyle \operatorname {cl} _{P}T}는 다음 두 조건을 만족시키는 집합이다.
- {\displaystyle T\subset \operatorname {cl} _{P}T\in P}
- 임의의 {\displaystyle T\subset U\in P}에 대하여, {\displaystyle \operatorname {cl} _{P}T\subset U}

폐포는 존재하지 않을 수 있으며, 존재한다면 유일하다. {\displaystyle P}가 어떤 관계(또는 관계 집합)에 대하여 닫혀있는지를 나타내는 성질일 경우, 폐포는 반드시 존재하며, {\displaystyle T}에 {\displaystyle T}의 원소와 관계 있는 원소들을 추가하고, 이렇게 얻은 집합의 원소들과 관계 있는 원소들을 추가하는 과정을 계속하여 얻는다.

## 예

### 위상수학
위상 공간 {\displaystyle X}의 부분 집합 {\displaystyle Y\subset X}가 다음 {\displaystyle |X|+1}항 관계 {\displaystyle R}에 대하여 닫혀있다면, {\displaystyle X}의 닫힌집합이라고 한다. 임의의 {\displaystyle x_{0},x_{1},\dots ,x_{|X|}\in X}에 대하여,
{\displaystyle (x_{0},x_{1},\dots ,x_{|X|})\in R\iff x_{|X|}\in \operatorname {acc\,pt} _{2}(\{x_{\alpha }\}_{\alpha <|X|})}
여기서 {\displaystyle \operatorname {acc\,pt} _{2}}는 극한점의 집합의 기호이다. 즉 닫힌집합은 극한점을 취하는 행위에 대하여 닫혀있는 부분 집합이다. {\displaystyle X}의 부분 집합 {\displaystyle Y\subset X}에 대하여, 최소 닫힌집합 {\displaystyle Y\subset \operatorname {cl} Y\subset X}를 {\displaystyle Y}의 폐포라고 한다.
비슷하게, 점렬 닫힌집합과 점렬 폐포를 정의할 수 있다. 점렬 닫힌집합은 다음과 같은, 점렬 극한을 취하는 {\displaystyle \omega +1}항 관계 {\displaystyle R}에 대하여 닫혀있는 부분 집합이다. 임의의 {\displaystyle x_{0},x_{1},\dots ,x_{\omega }\in X}에 대하여,
{\displaystyle (x_{0},x_{1},\dots ,x_{\omega })\in R\iff x_{n}\to x_{\omega }}

### 대수학
군 {\displaystyle G}의 부분 집합 {\displaystyle H\subset G}가 군의 연산 집합 {\displaystyle \{1_{G},\cdot ,{}^{-1}\}}에 대하여 닫혀있다면, {\displaystyle G}의 부분군이라고 한다. {\displaystyle S\subset G}에 대하여, 최소 부분군 {\displaystyle S\subset \langle S\rangle \subset G}를 {\displaystyle S}로 생성되는 군이라고 한다.
대수적으로 닫힌 체 {\displaystyle K}의 부분체 {\displaystyle K/L}이 {\displaystyle K} 속에서 {\displaystyle L} 위의 다항식의 근을 구하는 행위에 대하여 닫혀있다면, {\displaystyle L} 역시 대수적으로 닫힌 체이다. 부분체
{\displaystyle K/L}의 대수적 폐포 {\displaystyle {\bar {L}}}는 최소 대수적으로 닫힌 체 {\displaystyle K/{\bar {L}}/L}이다. {\displaystyle L}이 {\displaystyle K}의 부분체라는 제한을 없앨 경우, 대수적 폐포는 유일하지 않으며, 대신 동형 아래 유일하다.

### 집합론
집합 {\displaystyle X}가 (모든 집합의 모임 {\displaystyle V} 위의) 원소 관계 {\displaystyle \in }에 대하여 닫혀있다면, 추이적 집합이라고 한다. 집합 {\displaystyle X}에 대하여, 최소 추이적 집합 {\displaystyle X\subset \operatorname {cl_{trn}} X\subset V}를 {\displaystyle X}의 추이적 폐포라고 한다.
집합 {\displaystyle S} 위의 이항 관계 {\displaystyle R\subset S\times S}가 {\displaystyle S\times S} 위의 일항 관계 {\displaystyle \{(s,s)|s\in S\}\subset S\times S}에 대하여 닫혀있다면, 즉, {\displaystyle \{(s,s)|s\in S\}\subset R}이라면, 반사 관계라고 한다. 이항 관계 {\displaystyle R\subset S\times S}에 대하여, 최소 반사 관계 {\displaystyle R\subset \operatorname {cl_{ref}} R\subset S\times S}를 {\displaystyle R}의 반사 폐포라고 한다. 비슷하게, 대칭 관계 · 대칭 폐포 · 추이적 관계 · 추이적 폐포 · 동치 관계 · 동치 폐포를 정의할 수 있다.

## 같이 보기
- 폐포 연산자